# Abri Donner

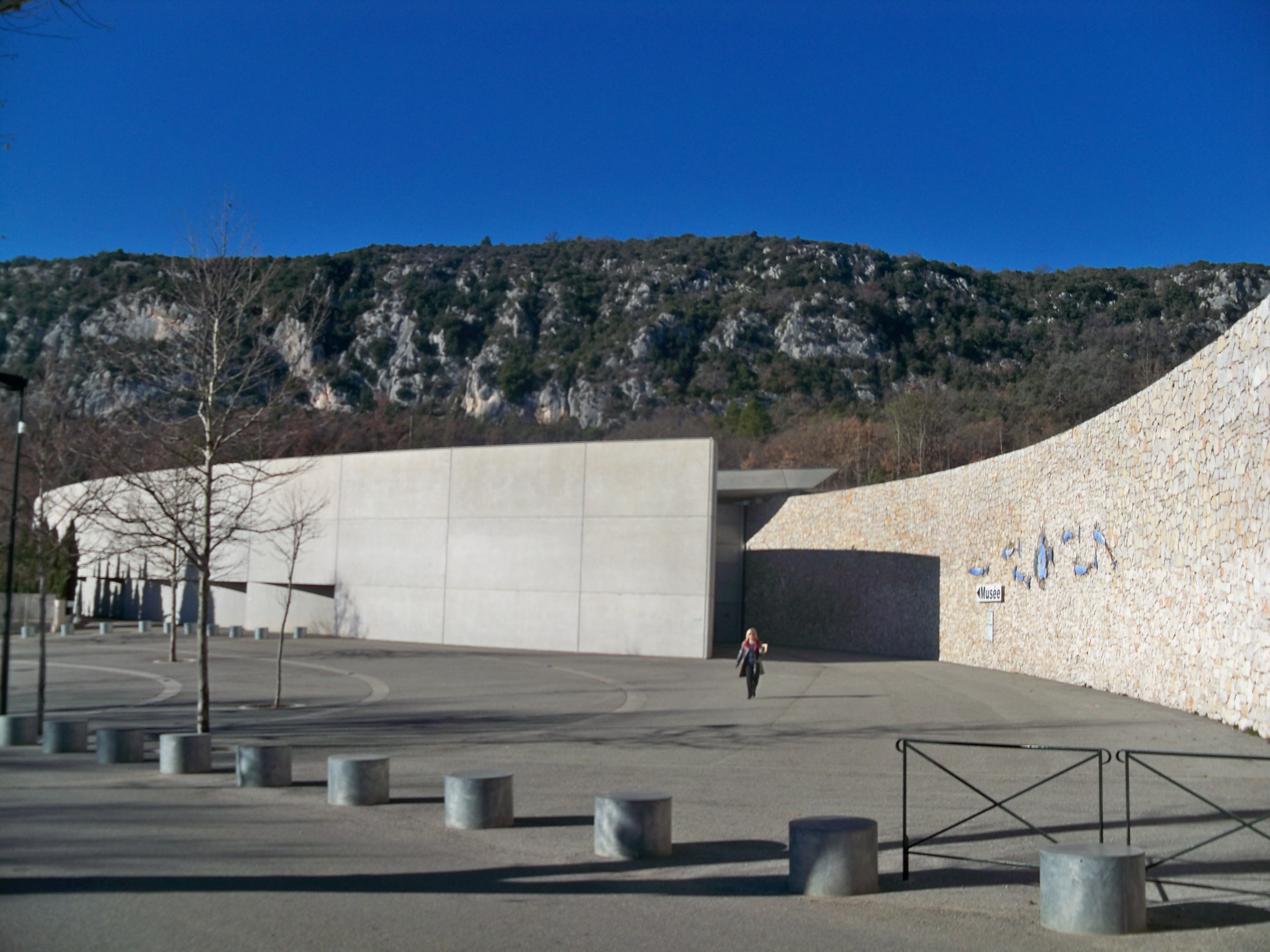
Musée de Préhistoire des gorges du Verdon

Der Abri Donner liegt südwestlich von Quinson, am Ufer des Verdon, im äußersten Süden des Département Alpes-de-Haute-Provence in Frankreich. 
Der Abri in den Klippen des Saint-Michel-Ausläufers öffnet sich zur unteren Verdon-Schlucht. Seine Wände sind zumeist mit anthropomorphen und schematischen Gravuren in Ocker, Rot oder Schwarz, aus dem späten Neolithikum verziert. Die 1985 entdeckten Bilder und Ritzungen wurden von R. Brandi und A. d'Anna untersucht. Sie präsentieren wahrscheinlich das Endneolithikum und Chalkolithikum und die frühe Eisenzeit. 
Eine Reproduktion im Musée de Préhistoire des gorges du Verdon weist darauf hin, dass die Zeichnungen in einem Karstgewölbekanal (Kuppeln usw.) angefertigt wurden. Der Abri wurde 1992 ins Inventar der Monuments historiques aufgenommen.
In der Nähe liegen die Grotte de la Baume Bonne, ein weiterer Abri und das Prähistorische Dorf von Quinson.